# Пловдивський обласний історичний музей
Пловдивський обласний історичний музей (болг. Регионален исторически музей Пловдив) — історичний музей у місті Пловдив, Болгарія. Створений у 1951 році, він охоплює історію Пловдива з 15 століття до сьогодні (старша історія представлена в Археологічному музеї Пловдива). Він має три відділи, кожен з яких займає окрему історичну будівлю.

## Історія
Регіональний історичний музей у Пловдиві був заснований у 1951 році як науково-культурна організація для дослідження, вивчення, збереження та експонування культурних надбань минулого міста Пловдива та його регіону в період 15–20 ст.

## Експозиції
Історичний музей у Пловдиві керує чотирма експозиціями.
- Експозиція болгарського національного відродження розташована в будинку грецького купця з Салонік Дімітріса Георгіаді. Він був побудований в 1846 році і займає 825 м кв. Виставка простежує історію Пловдива з 15 по 19 століття, період османського панування. Експозиція містить документи та фотографії, які відображають етнічне різноманіття та економічний розвиток Пловдива, а також боротьбу за освіту, відокремлення церкви від держави та національну незалежність. Експозиція також включає експозицію про леді Стренгфорд.[2]
- Експозиція «Об'єднання Болгарії» присвячена ключовій ролі Пловдива як столиці Східної Румелії в подіях 6 вересня 1885 року. Він охоплює період від Берлінського договору 1878 року, який розділив болгарські землі на п'ять частин, до Сербсько-болгарської війни 1885 року. Відділ займає колишню будівлю Східнорумельської регіональної асамблеї (парламенту) за проектом савойського архітектора П'єтро Монтані та побудованої в 1883—1885 роках. Експозиція була відкрита в 1985 році з нагоди 100-річчя об'єднання Князівства Болгарії та Східної Румелії, події, яка стала національним символом. У п'яти виставкових залах представлені особисті речі, нагородні жетони, вогнепальна зброя, фотографії та документи учасників об'єднання та Сербсько-болгарської війни.
- Книговидавнича експозиція відслідковує етапи розвитку видавничої справи часів болгарського національного відродження та роль Пловдива як його центру. Кафедра займає шість залів у будинку відомого видавця і просвітителя Христо Григоровича Данова початку 19 століття.
- Музейний центр сучасної історії демонструє художні та фотовиставки, презентації, семінари та інші масові заходи.

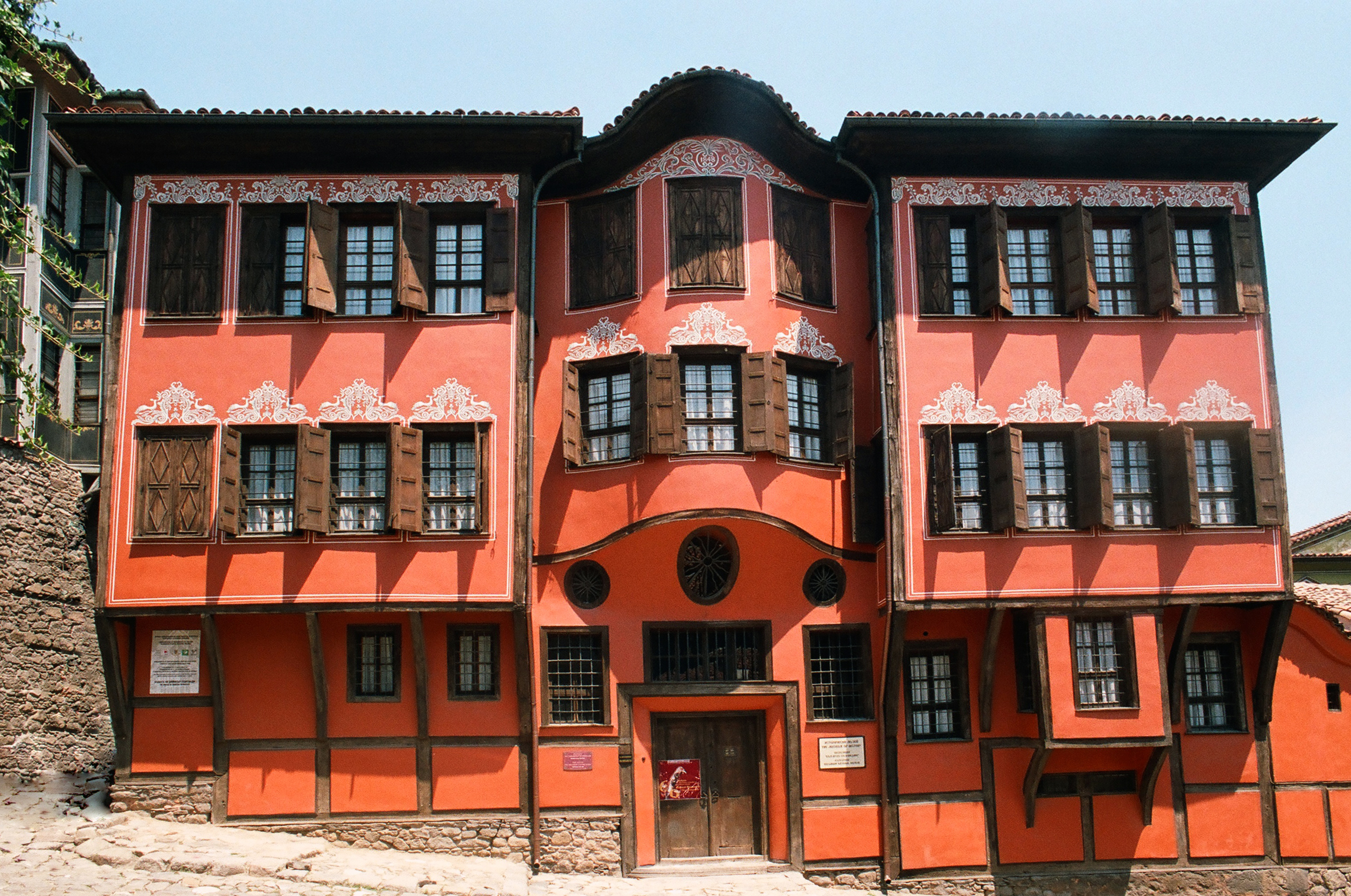
Будинок Георгіаді
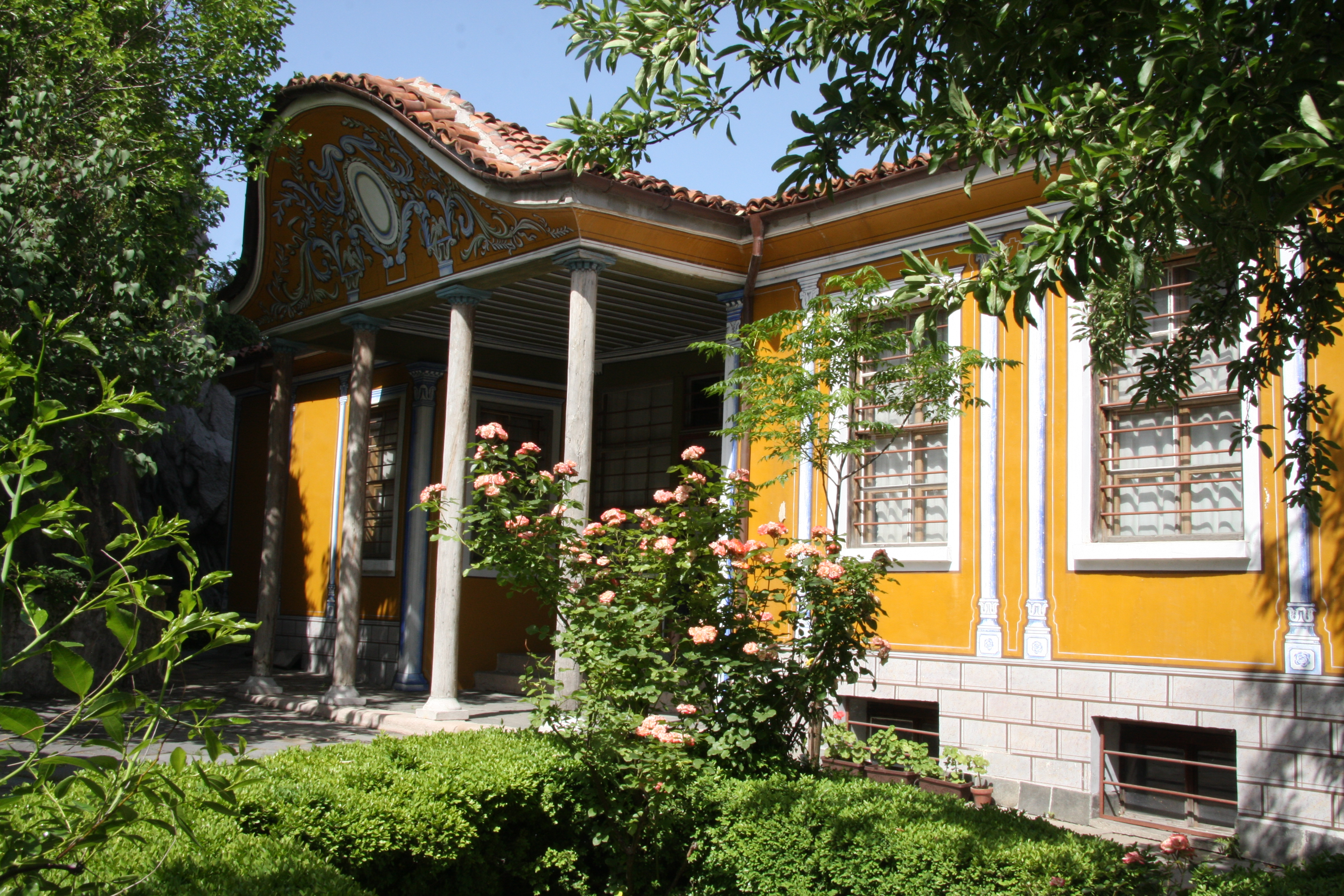
Будинок Христо Данова
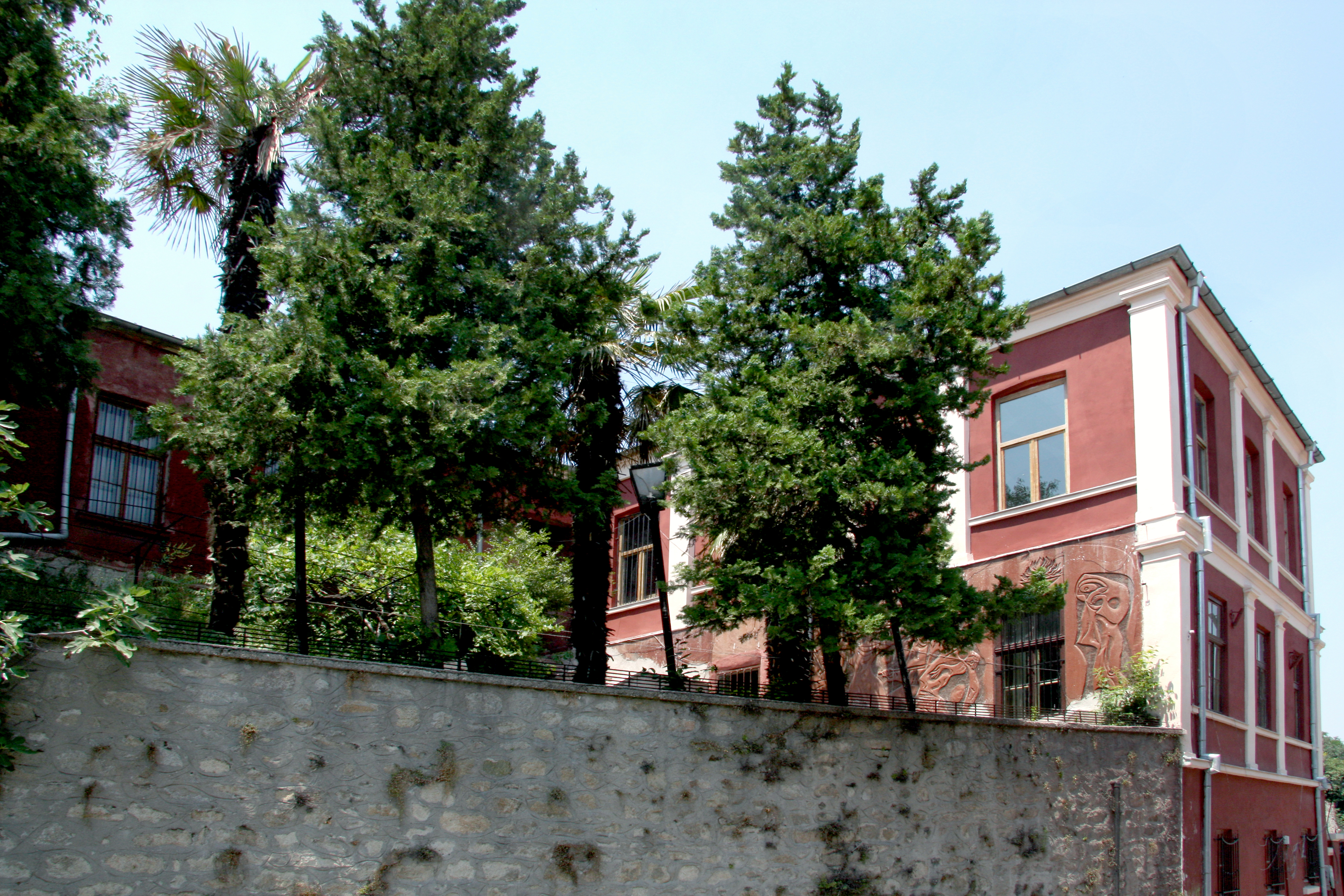
Музей новітньої історії